# Elvis Costello and the Attractions
Elvis Costello and the Attractions var en brittisk musikgrupp bildad av Elvis Costello år 1977.
Medlemmar i gruppen var Elvis Costello (gitarr, sång), Steve Nieve (keyboards), Bruce Thomas (bas), och Pete Thomas (trummor). Gruppen bröt upp 1986, men återförenades 1994 på Elvis Costellos album Brutal Youth.
Elvis Costello and the Attractions invaldes i Rock and Roll Hall of Fame år 2003.

## Diskografi
Studioalbum
- This Year's Model (1978) (några återutgåvor krediterad 'Elvis Costello and the Attractions')
- Armed Forces (1979)
- Get Happy!! (1980)
- Trust (1981)
- Almost Blue (1981)
- Imperial Bedroom (1982)
- Punch the Clock (1983)
- Goodbye Cruel World (1984)
- King of America (1986) (som 'The Costello Show featuring The Attractions and Confederates')
- Blood and Chocolate (1986)
- All This Useless Beauty (1996)

Livealbum
- Live at the El Mocambo (1978)

Samlingsalbum
- Ten Bloody Marys & Ten How's Your Fathers (1980) (utgiven endast i Storbritannien)
- The Best of Elvis Costello and The Attractions (1985)
- Girls Girls Girls (1989)
- The Very Best of Elvis Costello and The Attractions 1977–86 (1994)